# Estêvão Anes de Vasconcelos
Estêvão Anes de Vasconcelos (? - 1290) foi bispo de Lisboa entre 1284 e 1289.

## Biografia
D. Estêvão Anes de Vasconcelos era filho de João Peres de Vasconcelos (dito o Tenreiro), neto de Pedro Martins da Torre e bisneto do célebre Martim Moniz, que perecera na tomada de Lisboa aos mouros em 1147.
Recebeu a herança do seu tio avô Martim Martins de Cabreira, cujo testamento é datado de depois de 1256.
Pouco se sabe da sua acção à frente dos destinos da igreja lisbonense; assistiu ao concílio de Braga convocado pelo arcebispo D. Telo para o ano de 1286. Tendo o Papa Nicolau IV aprovado a eleição do seu sucessor, Domingos Anes Jardo, em 1289, retirou-se, acabando por falecer no ano seguinte.
No seu testamento, em 1267, doa várias quantias diferentes a diversas instituições, nomeadamente à igreja de São João de Concieiro, em Pico de Regalados, à igreja de São Jacob de Caldelas, à igreja de Laias, à igreja de São João de Brito, à igreja de Santa Maria da Pousada e à igreja de São Clemente de Sande.